# Municipio de Roosevelt (condado de Crow Wing)
El municipio de Roosevelt (en inglés: Roosevelt Township) es un municipio ubicado en el condado de Crow Wing en el estado estadounidense de Minnesota. En el año 2010 tenía una población de 601 habitantes y una densidad poblacional de 6,38 personas por km².

## Geografía
El municipio de Roosevelt se encuentra ubicado en las coordenadas 46°12′27″N 93°51′48″O / 46.20750, -93.86333. Según la Oficina del Censo de los Estados Unidos, el municipio tiene una superficie total de 94,15 km², de la cual 80,9 km² corresponden a tierra firme y (14,07 %) 13,25 km² es agua.

## Demografía
Según el censo de 2010, había 601 personas residiendo en el municipio de Roosevelt. La densidad de población era de 6,38 hab./km². De los 601 habitantes, el municipio de Roosevelt estaba compuesto por el 90,02 % blancos, el 5,99 % eran amerindios, el 0,33 % eran asiáticos, el 0,17 % eran isleños del Pacífico, el 0,17 % eran de otras razas y el 3,33 % eran de una mezcla de razas. Del total de la población el 1,33 % eran hispanos o latinos de cualquier raza.